# Abele Blanc
Abele Blanc (pron. fr. AFI: [blɑ̃]) (Aosta, 2 settembre 1954) è un alpinista italiano.

## Biografia
Originario di Aymavilles, dove risiede, inizia la propria esperienza sulla neve come atleta di sci di fondo agonistico, arrivando vicino alla squadra nazionale. Dopo aver ottenuto buoni risultati anche nello scialpinismo e nello skyrunning (con il record di salita e discesa dalla vetta del Gran Paradiso in 2 h 28' 25''), è diventato uno degli alpinisti italiani più noti a livello internazionale. È guida alpina, maestro di sci nordico, istruttore nazionale di sci alpinismo, delle guide alpine e istruttore regionale di soccorso alpino.
Ha al suo attivo tutte le 14 vette sopra gli ottomila metri di altezza (l'Everest due volte, la prima nel 1992 con l'ossigeno supplementare, la seconda nel 2010 senza). La scalata del Kangchenjunga è stata effettuata dal campo 3 alla vetta con l'uso di ossigeno supplementare.
Ha inoltre compiuto varie salite solitarie e prime invernali sui quattromila italiani.